# Thomas Kilby
Thomas Erby Kilby, Sr. (Lebanon, 9 de julho de 1865 – Anniston, 22 de outubro de 1943) foi um político estadunidense. Foi o oitavo Vice-Governador do Alabama e 36° Governador do Alabama.

## Biografia
Kilby nasceu em Lebanon, Tennessee e estudou em escolas públicas. Em 1887, foi um representante da Georgia-Pacific Railroad em Anniston, Alabama. Tornou-se um empresário de sucesso no setor industrial e bancário.

## Carreira
Foi um político filiado ao Partido Democrata e exerceu como prefeito de Anniston, Alabama de 1905 até 1909. Exerceu como Senador do Estado do Alabama de 1911 até 1915.
Kilby exerceu como Vice-Governador do Alabama de 1915 até 1919 e como Governador do Alabama de 1919 até 1923. Em Setembro de 1919, dois homens negros Miles Phifer e Robert Crosky foram presos por acusações de terem agredido duas mulheres brancas em incidentes separados em Montgomery, Alabama. Uma multidão rapidamente se formou e um cidadão preocupado notificou o Governador Thomas Kilby de que poderia haver um linchamento. Kilby ordenou que os dois fossem transferidos para a relativa segurança da prisão em Wetumpka, Alabama, mas foram interceptados e linchados por uma Multidão Branca no dia 29 de Setembro de 1919.
Em 1920, Kilby arbitrou o acordo da longa e violenta greve de carvão do Alabama em 1920, decidindo claramente contra as exigências dos Mineiros Unidos da América. O Departamento de Bem-Estar da Criança foi criado em 1919 durante o governo de Kilby.

## Vida familiar
Kilby casou-se com Mary Elizabeth Clark no dia 5 de Junho de 1894. Tiveram três filhos.
Kilby House, sua casa em Anniston, Alabama, foi construída para Kilby enquanto era Vice-Governador. Está listado no Registro Nacional de Lugares Históricos.

## Morte e legado
Kilby morreu no dia 22 de Outubro de 1943 em Anniston, Alabama, aos 78 anos. Está sepultado no Cemitério Highland em Anniston.
Em 1921, foi retratado na moeda de 50 centavos do centenário do Alabama, fazendo dele a primeira pessoa a aparecer em uma moeda americana enquanto ainda estava vivo.
A antiga Prisão Kilby e a atual Penitenciária Kilby são em homenagem a Thomas Kilby.